# Западно-Каспийский бассейновый округ

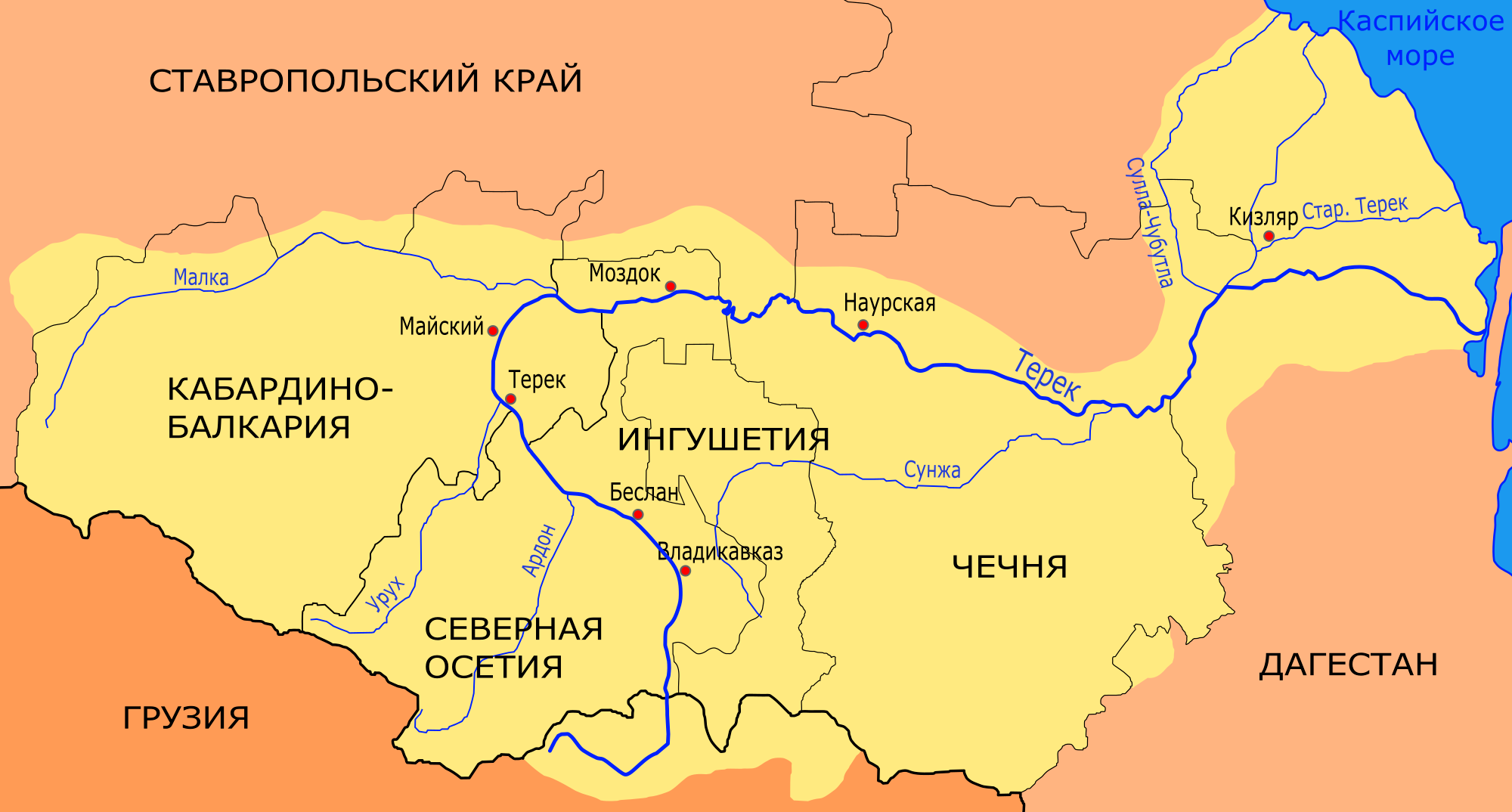
Бассейн реки Терек

Западно-Каспийский бассейновый округ — один из 20 бассейновых округов России (согласно ст.28 Водного Кодекса).
Появился в 2006 году с целью выделения особой области использования и охраны водных объектов (речных бассейнов и связанных с ними подземных водных объектов Каспийского моря (российская территория) и бессточных районов междуречья Терека, Дона и Волги.
Разделы Западно-Каспийского бассейнового округа выделяются начальным цифровым кодом 07.
Подразделяется на:
- 07.01 — Бессточные районы междуречья Терека, Дона и Волги
  - 07.01.00 — Реки бассейна Каспийского моря междуречья Терека и Волги[1]
    - 07.01.00.001 — Восточный Маныч от истока до Чограйского г/у
    - 07.01.00.002 — Восточный Маныч от Чограйского г/у до устья
    - 07.01.00.003 — Кума от истока до впадения р. Подкумок
    - 07.01.00.004 — Подкумок от истока до г. Кисловодск
    - 07.0.1.00.005 — Подкумок от г. Кисловодск до устья
    - 07.0.1.00.006 — Кума от впадения р. Подкумок до Отказненского г/у
    - 07.0.1.00.007 — Кума от Отказненского г/у до г. Зеленокумск
    - 07.0.1.00.008 — Кума от г. Зеленокумск до впадения р. Мокрая Буйвола
    - 07.0.1.00.009 — Мокрая Буйвола
    - 07.0.1.00.010 — Кума от впадения р. Мокрая Буйвола до устья
    - 07.0.1.00.011 — Сухая Кума
    - 07.0.1.00.012 — Кура
    - 07.0.1.00.013 — Водные объекты междуречья Терека и Сухой Кумы
- 07.02 — Реки бассейна Каспийского моря междуречья Терека и Волги[2]
  - 07.02. 00 — Терек (российская часть бассейна)
    - 07.0.2.00.001 — Ардон
    - 07.0.2.00.002 — Терек от границы РФ с Грузией до впадения р. Урсдон без р. Ардон
    - 07.0.2.00.003 — Терек от впадения р. Урсдон до впадения р. Урух
    - 07.0.2.00.004 — Терек от впадения р. Урух до впадения р. Малка
    - 07.0.2.00.005 — Малка от истока до Кура-Марьинского канала
    - 07.0.2.00.006 — Черек
    - 07.0.2.00.007 — Баксан без р. Черек
    - 07.0.2.00.008 — Малка от Кура-Марьинского канала до устья без р. Баксан
    - 07.0.2.00.009 — Терек от впадения р. Малка до г. Моздок
    - 07.0.2.00.010 — Терек от г. Моздок до впадения р. Сунжа
    - 07.0.2.00.011 — Сунжа от истока до г. Грозный
    - 07.0.2.00.012 — Сунжа от г. Грозный до впадения р. Аргун
    - 07.0.2.00.013 — Сунжа от впадения р. Аргун до устья
    - 07.0.2.00.014 — Водные объекты междуречья Терека и Сунжи (Алханчуртский канал)
    - 07.0.2.00.015 — Терек от впадения р. Сунжа до Каргалинского г/у
    - 07.0.2.00.016 — Дельта р. Терек

- 07.03 — Терек
  - 07.03.00 — Реки бассейна Каспийского моря на юг от бассейна Терека до государственной границы РФ (российская часть бассейнов)[3]
    - 07.0.3.00.001 — Сулак от истока до Чиркейского г/у
    - 07.0.3.00.002 — Сулак от Чиркейского г/у до устья
    - 07.0.3.00.003 — Бассейны рек Каспийского моря от границы бассейна р. Сулак до границы бассейна р. Самур
    - 07.0.3.00.004 — Самур

- 07.04 — Реки бассейна Каспийского моря на юг от басс. Терека до государственной границы РФ[4]
  - 07.04.00 — Бессточные районы междуречья Терека, Дона и Волги
    - 07.0.4.00.001 — Бессточные территории междуречья Терека, Дона и Волги